# St. Nikolai (Göttingen)

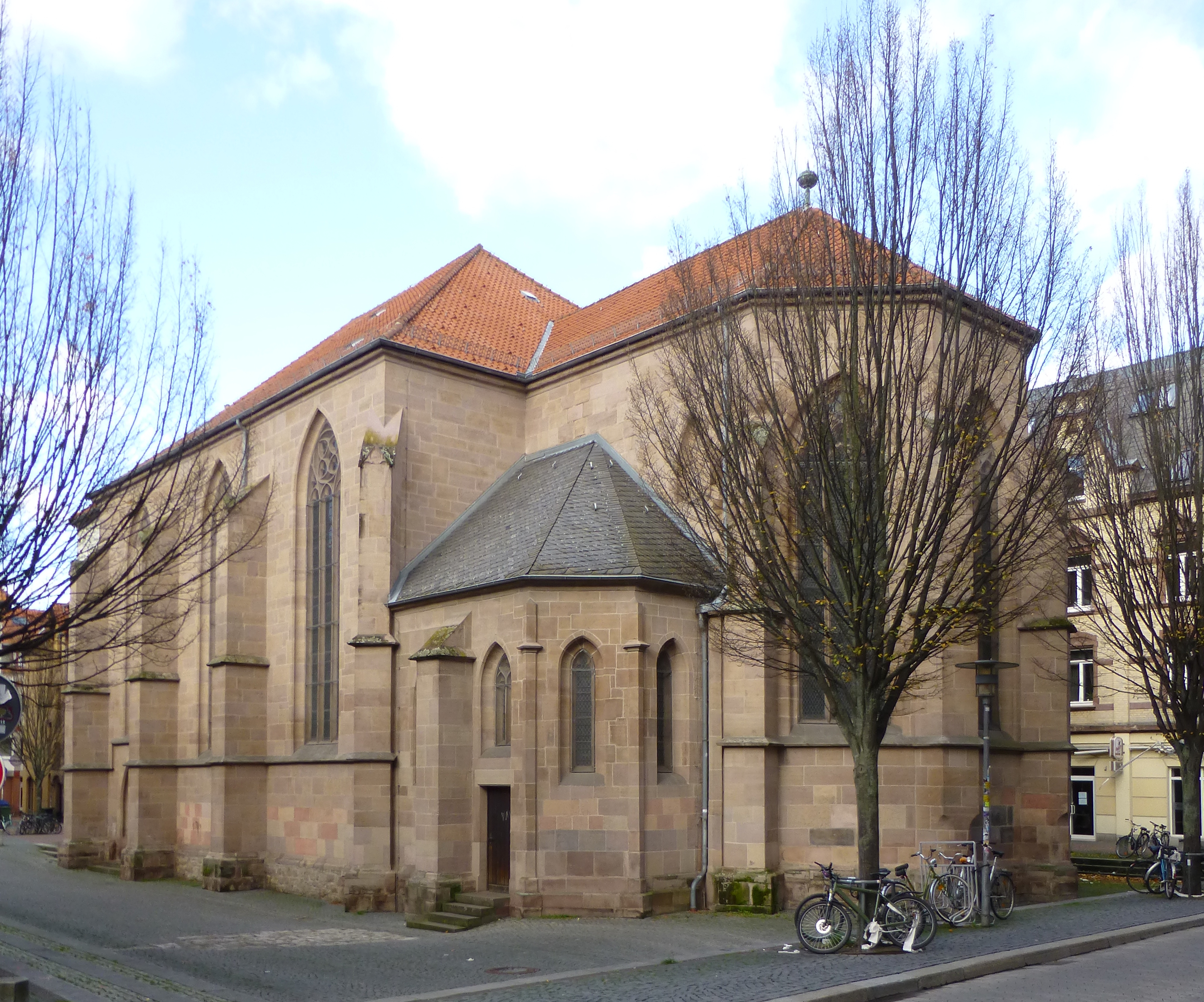
Südostansicht mit Sakristei (Aufnahme 2013)

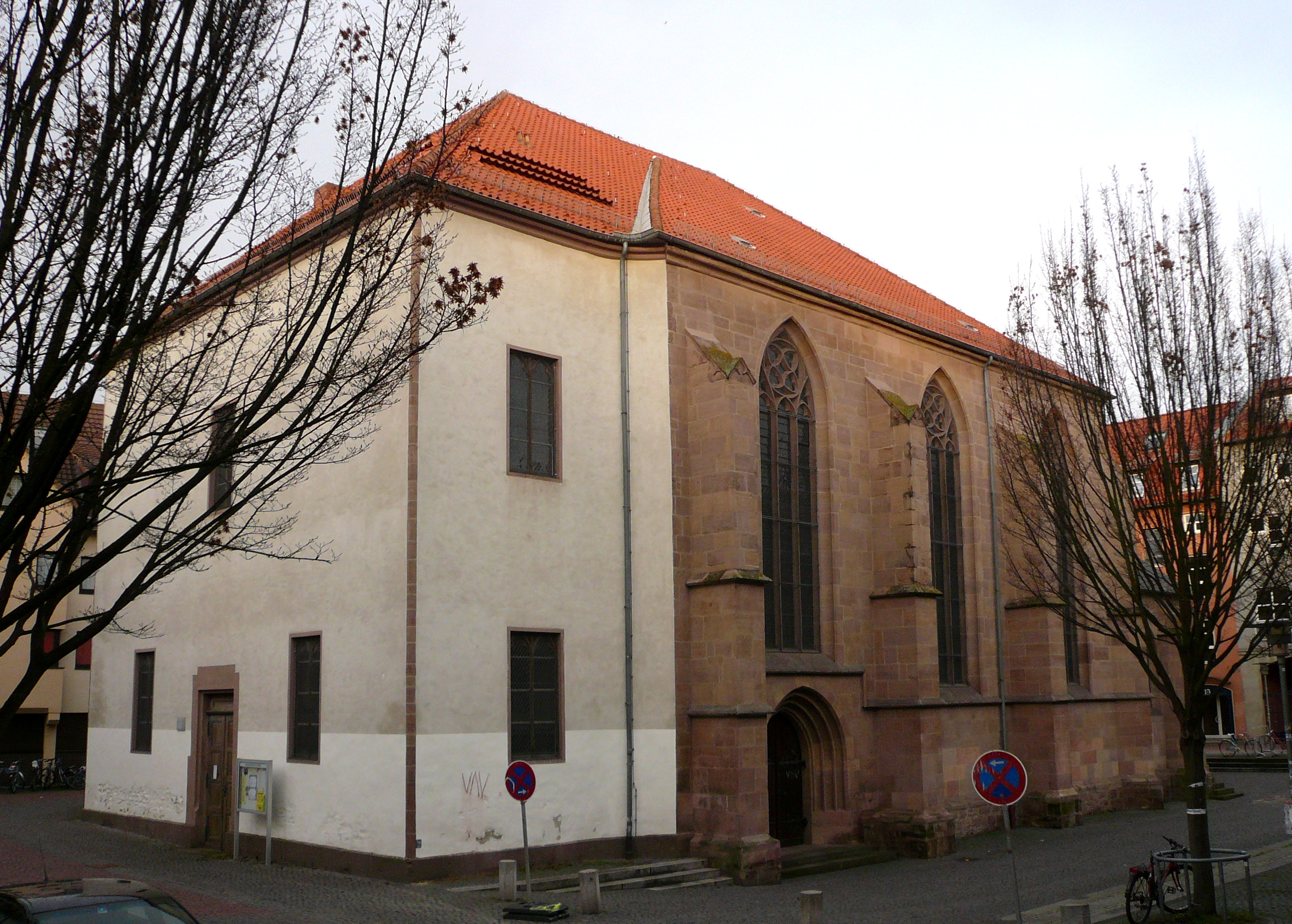
Südwestansicht von St. Nikolai mit Westbau von 1781 vor dem gotischen Kirchenschiff (Aufnahme 2008)

Die St.-Nikolai-Kirche in der Altstadt von Göttingen in Niedersachsen ist eine gotische Hallenkirche mit romanischen Ursprüngen. Seit 1822 ist sie als Universitätskirche Eigentum der Georg-August-Universität und untersteht dem jeweiligen Dekan der Theologischen Fakultät.

## Baugeschichte
Die Kirche steht in dem nach ihr benannten Nikolaiviertel der Göttinger Altstadt, das städtebaulich etwas abgeschieden zwischen Groner Straße und dem südlichen Stadtwall im Mittelalter von aus Flandern kommenden Leinen- und Wollwebern besiedelt wurde. Die Nikolaikirche im Zentrum dieses Stadtviertels geht auf Ursprünge Ende des 12. Jahrhunderts zurück. Die heutige dreischiffige gotische Halle aus Werkstein (roter Wesersandstein) wurde Ende des 13. Jahrhunderts teilweise auf Fundamenten der Vorgängerbauten begonnen und um die Mitte des 14. Jahrhunderts fertiggestellt. Die vorhandene romanische Doppelturmanlage wurde übernommen. An das Schiff schließt sich ein polygonaler Chor an, dem an der Südseite eine Sakristei vorgesetzt ist.
St. Nikolai erlitt im Dreißigjährigen Krieg Schäden, deren Beseitigung bis zum Beginn des 18. Jahrhunderts andauerte und 1709 mit dem Ersatz der romanischen Türme durch spitze Kirchturmhelme ihren Abschluss fand. Durch die Explosion des Pulverturms bei der Albanikirche wurde auch St. Nikolai 1762 schwer beschädigt, so dass der südliche von beiden Türmen 1777 einstürzte. Es wurde daraufhin ein turmloser Westbau neu vor die Kirchenschiffe gesetzt und 1781 eingeweiht. 1802 wurde St. Nikolai profaniert und vom Militär der Göttinger Garnison während der Franzosenzeit als Magazin genutzt.
Der jungen Göttinger Universität war 1803 die Paulinerkirche als ursprüngliche Universitätskirche durch den Umbau zur Universitätsbibliothek entzogen worden. Die Mitbenutzung der Johanniskirche durch die Universität führte zu Reibungen und die Studentenschaft verlangte 1819 in einer Petition die Nikolaikirche als neue Universitätskirche. Diese wurde dann von der Universität als Eigentum erworben, nach Plänen des Universitätsbaumeisters Justus Heinrich Müller ausgebaut und 1822 neu geweiht. Seither wird St. Nikolai als Universitätskirche genutzt. Sie wurde zuletzt zwischen 1983 und 1988 umfassend instand gesetzt.

## Innenraum und Ausstattung

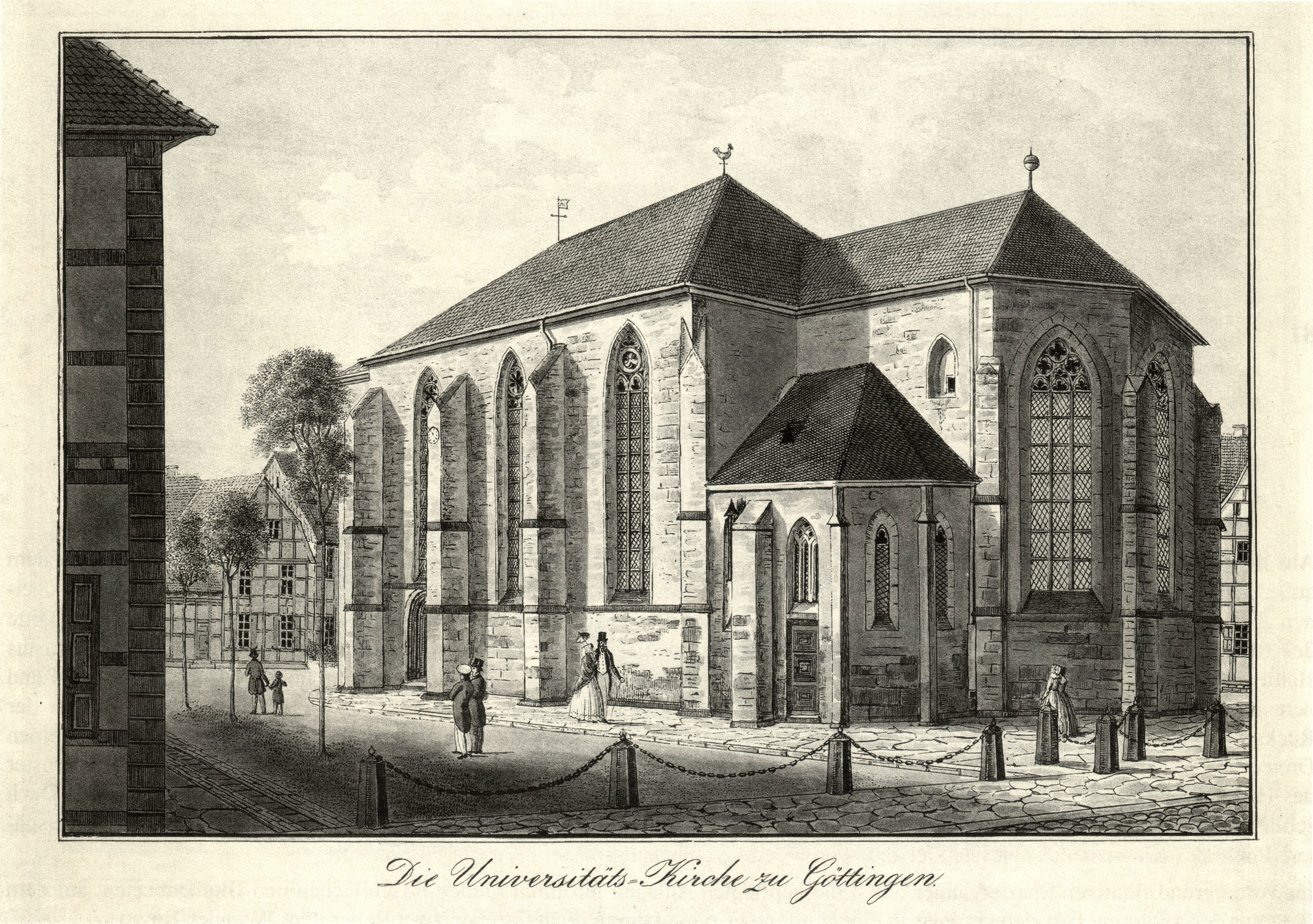
Südostansicht (Stich des 19. Jahrhunderts)

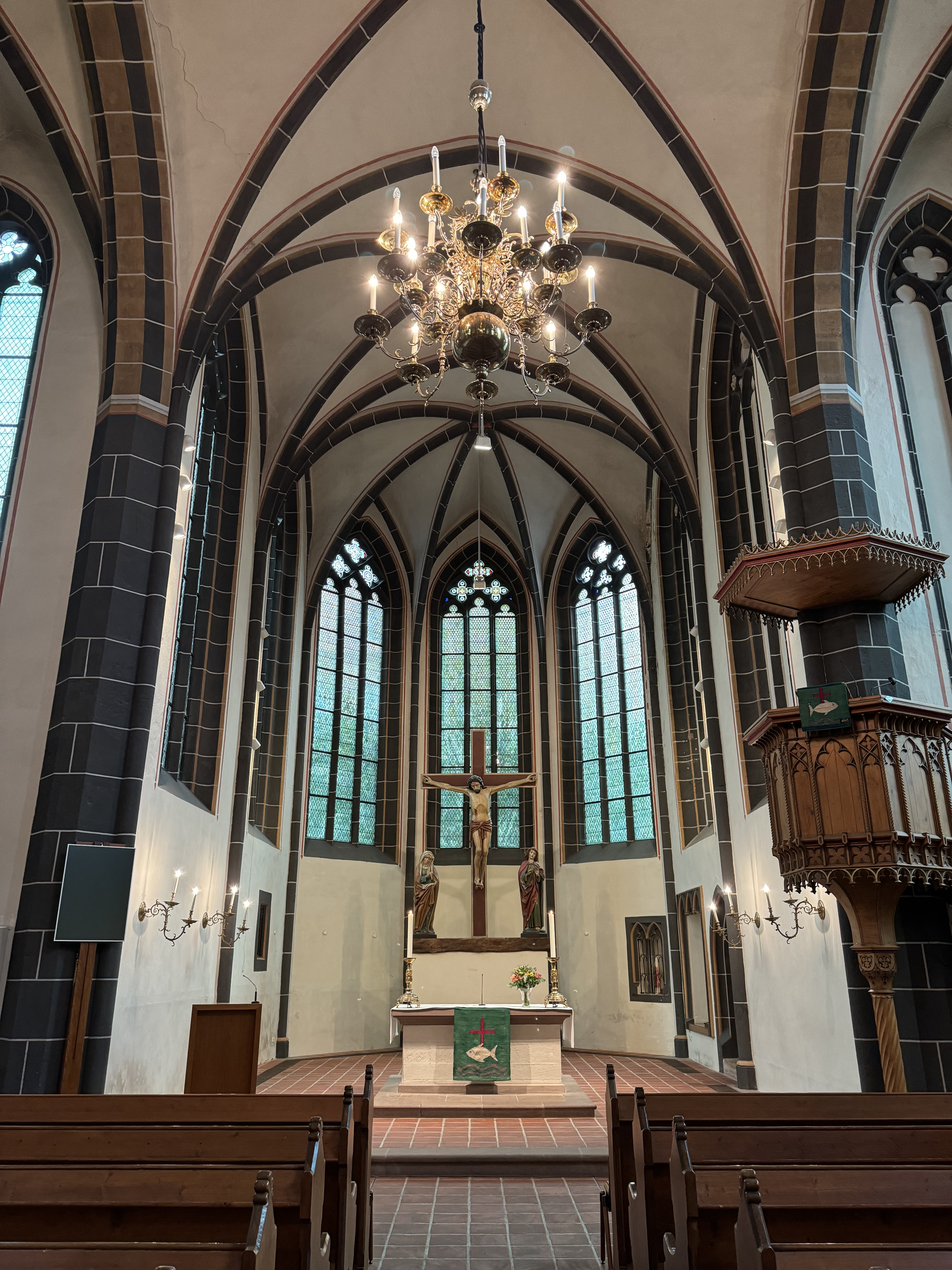
Altarraum (2024)

Die St.-Nikolai-Kirche besitzt ein dreischiffiges gotisches Langhaus, überdeckt von je drei kreuzgewölbten Jochen. Ebenfalls mit einem Kreuzgewölbe ist der Chor ausgestattet, der die Breite des Mittelschiffs einnimmt und mit fünf Seiten eines Achtecks abschließt. Das Maßwerk der Fenster ist in gotischer Form gehalten. Am nördlichen Seiteneingang ist Laubwerk in den Hohlkehlen des Spitzbogens zu erkennen. Die Schlusssteine der Kreuzgewölbe zeigen mit geflügeltem Menschen, Löwe, Stier und Adler Symbole der Evangelisten, sowie mit Lamm und Pelikan Sinnbilder Christi. Weitere Abbildungen zeigen den Bischof Nikolaus und den heiligen Laurentius. Die Schlusssteine sind künstlerisch aufwändig mit einem stark artikulierten Relief und detailliert ausgearbeitet. Der Chor als Höhepunkt der Dekoration und die Sakristei wurden mit Blattmasken versehen. Die Bauzeit der beiden Türme ist unbekannt, jedoch wird berichtet, dass der Bau eines Turmes in das Jahr 1490 fällt. Die beiden Glocken stammen dagegen bereits aus den Jahren 1402 und 1458.
Die ältere Ausstattung fiel weitgehend der Profanierung zu Beginn des 19. Jahrhunderts zum Opfer. Auf die Gotik verweisen noch die plastischen Schlusssteine der Gewölbe. Das Epitaph zur Erinnerung an den ersten Universitätskanzler Johann Lorenz von Mosheim wurde aus der Paulinerkirche hierher umgesetzt.
Im 19. Jahrhundert wurde der Kirchenraum ab 1855 neugotisch purifiziert. Hierzu zählt des hölzerne Schmuckkanzel nach einem Entwurf des Bau-Conducteurs Kettler. Ab 1860 war an der Innenausstattung mit neuem Altar und neuer Empore auch der hannoversche Architekt Conrad Wilhelm Hase beteiligt.
Im Zuge der letzten großen Sanierung 1984–1987 erhielt die Kirche 1987 eine spätgotische Kreuzigungsgruppe aus dem Dom zu Bardowick St. Peter und Paul als Dauerleihgabe des Landesmuseums Hannover.

## Orgel

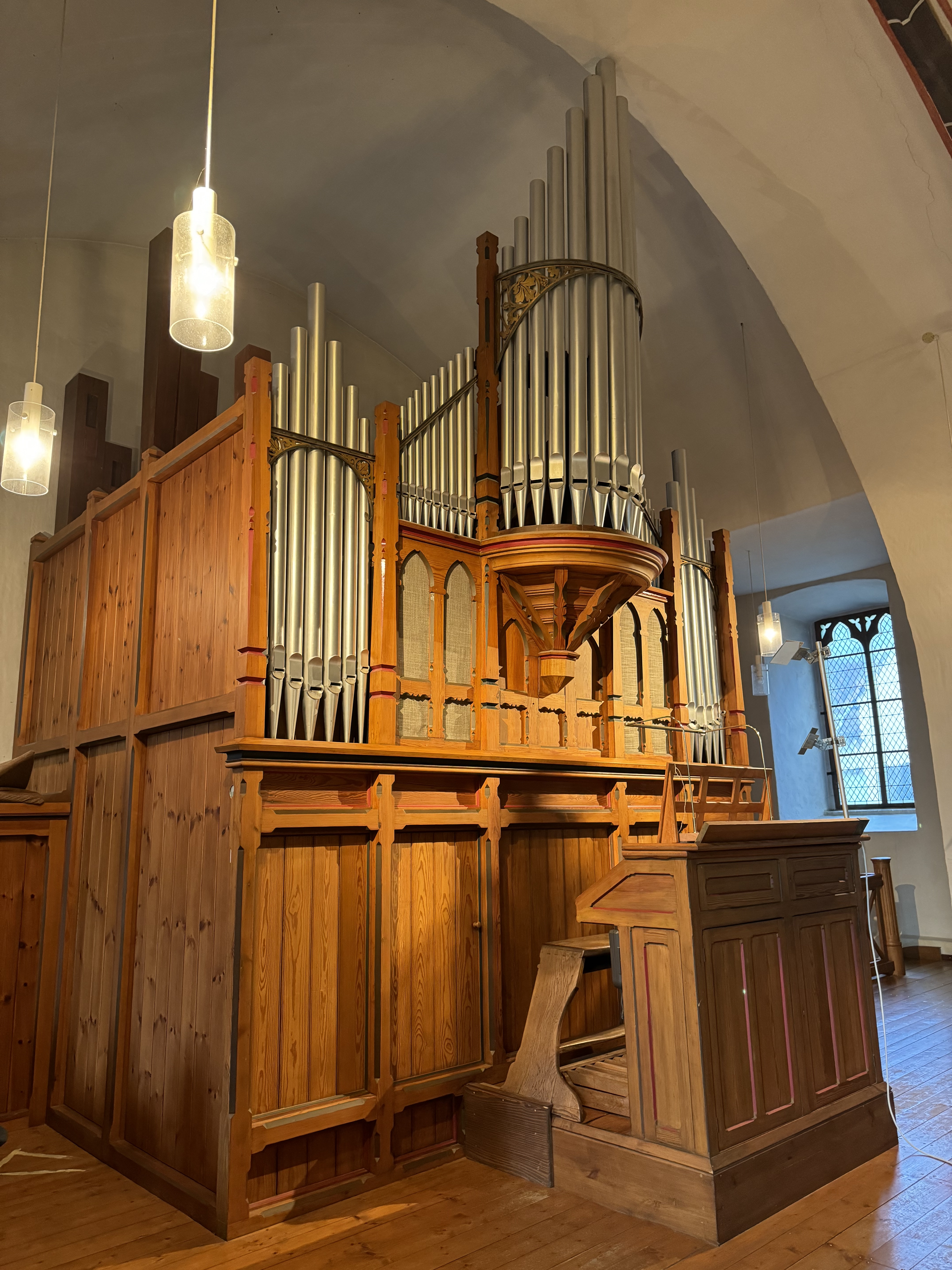
Sauer-Orgel von 1888

1888 baute der Orgelbauer Wilhelm Sauer aus Frankfurt (Oder) eine Orgel mit 23 Registern auf zwei Manualen und Pedal für die Universitätskirche (Op. 495). Die Orgel verfügt über eine mechanische Traktur mit Kegelladen. Umbauten erfolgten 1948 und 1959.
Die heutige Disposition lautet:
| I Manual C–f3   |       |
| Quintade        | 16′   |
| Prinzipal       | 08′   |
| Gedackt         | 08′   |
| Oktave          | 04′   |
| Rohrflöte       | 04′   |
| Quinte          | 2 ⁄3′ |
| Oktave          | 02′   |
| Mixtur IV-V     |       |
| Rauschpfeife II |       |
| Trompete        | 08′   |

| II Manual C–f3  |    |
| Rohrflöte       | 8′ |
| Prinzipal       | 4′ |
| Blockflöte      | 4′ |
| Sifflöte        | 2′ |
| Oktave          | 1' |
| Sesquialtera II |    |
| Scharff III     |    |

| Pedal C–d1 |     |
| Prinzipal  | 16′ |
| Subbass    | 16′ |
| Oktave     | 08′ |
| Oktave     | 04′ |
| Mixtur IV  |     |
| Posaune    | 16′ |

- Koppeln: II/I, I/P (als Fußtritte)
- Spielhilfen: Collectivpedal Forte, Collectivpedal Tutti

Anmerkungen
1. ↑  vakant

## Prediger
Erste Pfarrer der Kirche sind seit 1356 überliefert. Der Göttinger Reformator Johann Sutel wurde 1530 der erste evangelische Prediger an St. Nikolai und 1535 Superintendent in Göttingen.

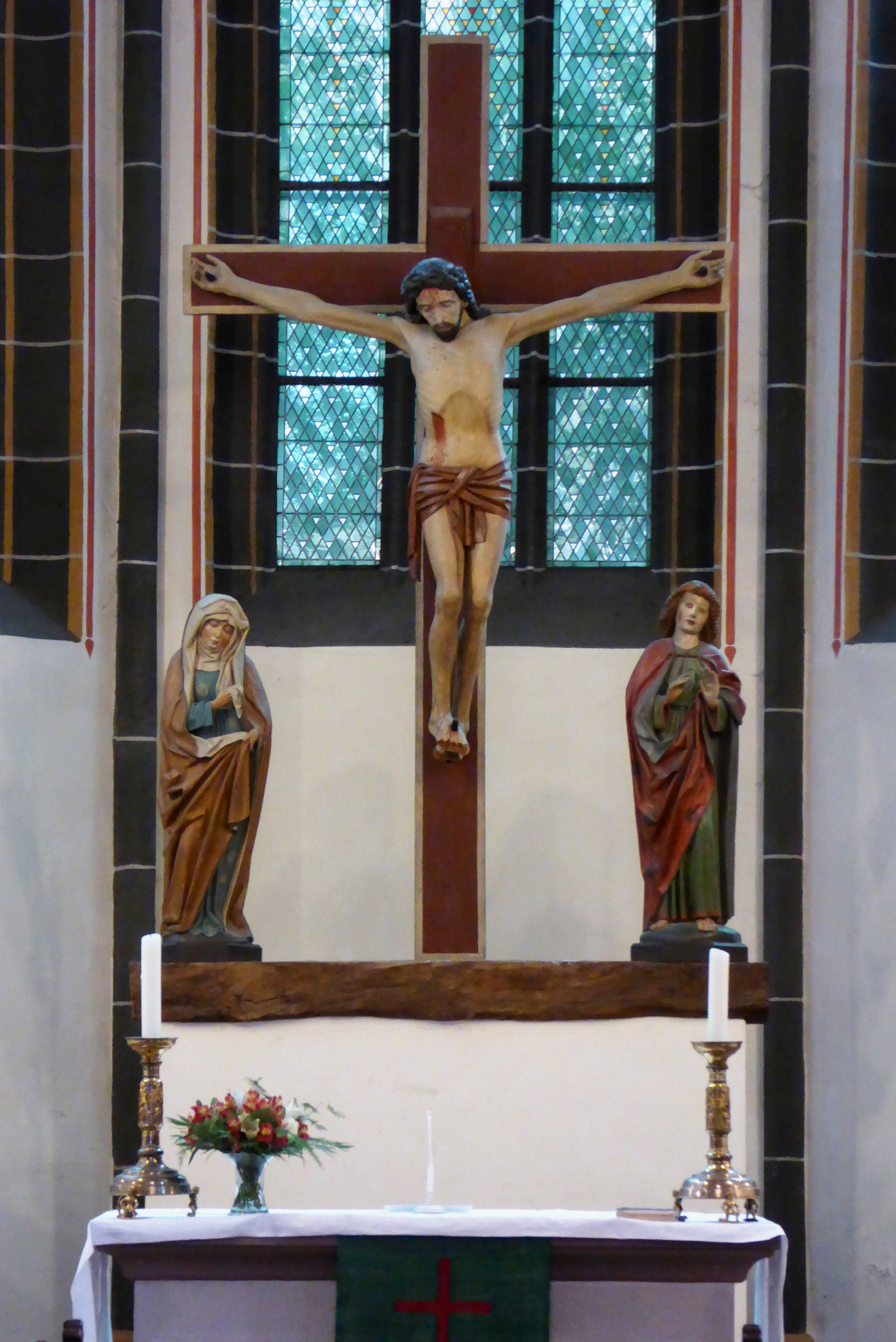
Kreuzigungsgruppe aus dem Dom zu Bardowick (Aufnahme 2016)

Die besondere Funktion als Universitätskirche seit 1822 führte zu der besonders geprägten Form der Universitätsgottesdienste, bei der im Laufe eines Semesters fast jeden Sonntag eine andere Person predigt, zumeist ein Mitglied der Theologischen Fakultät, gelegentlich auch Vertreter anderer Wissenschaftsfächer der der Hochschulgemeinden.
Bekannte Universitätsprediger waren bis zum Zweiten Weltkrieg:
- Paul Althaus der Ältere
- Walter Birnbaum
- Friedrich Ehrenfeuchter
- Friedrich Gogarten
- Julius Köstlin
- Carl Stange

Nach dem Zweiten Weltkrieg folgten Wolfgang Trillhaas (1946), Martin Doerne, Götz Harbsmeier (1965), Manfred Josuttis (1977), Jörg Baur (1978–1997) und Erik Aurelius. Derzeit sind Jan Hermelink und Florian Wilk Inhaber dieses Amtes.
Die Kirche wird sowohl von der Evangelischen Studierendengemeinde als auch seit 1949 von der Katholischen Hochschulgemeinde genutzt.